# Khỉ mốc miền Đông
Khỉ mốc miền Đông (Danh pháp khoa học: Macaca assamensis assamensis), tên tiếng Anh là Eastern Assamese macaque là một trong hai phân loài của loài khỉ mốc (Macaca assamensis) phân bố ở vùng Nam Á và Đông Nam Á . Phân loài này có mặt ở Việt Nam và được gọi ngắn gọn là khỉ mốc vì Việt Nam chỉ có phân loài này, chúng cũng còn có tên khác như còn gọi là Khỉ xám, Khỉ nâu, khỉ xấu hay Tu càng, Lình kè, Căng kè, Lình Moòng (trong tiếng Tày), Táo binh búa (trong tiếng Dao, Mán), Khỉ sấu (trong tiếng Mường), Tu lình mín, Lình lum, Lình quai (trong tiếng Thái).
Chúng có mặt ở Bắc Việt Nam, Nepal, Ấn Độ, Bắc Myanmar, Trung Quốc, Thái Lan cho đến Bhutan. Chúng có mặt ở vùng Arunachal Pradesh, Assam, Manipur, Meghalaya, Mizoram, Nagaland, Sikkim, và Tripura ở Đông Bắc Ấn Độ cho tới phía nam của Myanmar, phía Nam của Myanmar tới biên giới Thái Lan như Chongkrong, thượng nguồn sông Mekong ở Tây Tạng cho tới các tỉnh Quảng Tây, Quý Châu, Tây Tạng, Vân Nam ở Nam Trung Quốc, vùng Tha Teng ở Bắc Lào và Hội Xuân ở Bắc Việt Nam. Ở Việt Nam chúng sinh sống từ Lào Cai đến Quảng Bình trải dài qua các tỉnh như Lào Cai, Yên Bái, Sơn La, Hà Giang, Bắc Kạn, Thái Nguyên, Hòa Bình, Hà Tây, Nghệ An, Hà Tĩnh, Tuyên Quang, Quảng Bình). Nhìn chung, chúng sống trên vùng núi miền Bắc và Bắc khu IV.

## Đặc điểm

### Mô tả
Khỉ mốc có kích thước lớn hơn các loài khỉ ở Việt Nam, có bộ lông dầy và dài hơn, có màu từ nâu sẫm đến nâu vàng, đặc biệt lông xung quanh mặt có màu đen, còn hai bên má lại có màu xám. Khỉ mốc dài 50 cm đến 73 cm với đuôi dài 19 cm đến 38 cm (dài thân 41-73,5 cm, dài đuôi 14-24,5 cm). Trung bình chúng nặng khoảng 6–11 kg. Con đực nặng 10 kg đến 14,5 kg, con cái nặng 8 kg đến 12 kg. Chúng có đặc điểm nhận dạng đặc trưng là lông trên đỉnh đầu thường rẽ sang hai bên phải và trái. Khỉ mốc, chúng có đặc điểm nhận dạng đặc trưng là lông trên đỉnh đầu thường rẽ sang hai bên phải và trái.
Một số đặc điểm để phân biệt so với loài khỉ vàng so với các loài khỉ khác là kích thước cơ thể lớn hơn, lông dày và dài hơn, mặt thường đỏ. Đuôi dài hơn đuôi khỉ vàng. Bờ sau đít có lông (trụi ở khỉ vàng). Phân loài khỉ này có bộ lông từ màu vàng xám nhạt đến nâu thẫm. Vùng đầu, tay, vai sáng hơn phần sau chân và đuôi. Xung quanh cằm màu nâu sáng, dưới mắt thẫm hơn. Diềm lông bên má thẫm và hướng về phía sau kéo đến tai. Vùng mông màu xám nhạt. Lông đuôi dài, cụp xuống.
Màu lông có thể thay đổi từ màu nâu sẫm tới màu nâu vàng nhạt, nhưng ở vai, gáy, đỉnh đầu và tai thường sáng màu hơn và vàng hơn phía sau chân và đuôi. Lông xung quanh mặt màu đen, hai má có lông màu xám, phía trong và phía dưới của đùi màu trắng xám. Lông đuôi dài, phần dưới đuôi có màu nhạt hơn phần trên. Hướng của lông ở trên đỉnh đầu rất đặc trưng, mọc rẽ sang phải và sang trái, xoắn ở trên gốc tai. Mào hướng ra phía sau. Có túi má. Chai mông (đít)lớn, xung quanh có lông. Đuôi thường mập phần gốc, thẳng và không thon, đuôi không thon, thường thẳng, đuôi ngắn kém nửa chiều dài thân nhưng dài hơn 10% chiều dài thân và dài hơn bàn chân sau,

### Sinh thái
Khỉ mốc sống thành bầy đàn từ 10-50 con, số lượng cá thể trong đàn thường lớn từ 10-50 con, chúng hoạt động chủ yếu trên mặt đất và các tầng cây cao, nhiều khi chúng sống thành đàn 15 đến 20 con do con đực già làm đầu đàn, canh gác khi kiếm ăn. Cấu trúc đàn gồm nhiều con đực, nhiều con cái. Có thể sống chung với khỉ vàng, voọc đen, culi, vượn, khỉ mặt đỏ, voọc mũi hếch, voọc ngũ sắc. Khỉ mốc phân bố ở độ cao từ 150-1200m, có khi tới 1750m. Riêng ở Việt Nam và Lào, chúng thường sống trung bình ở độ cao 500m so với mặt nước biển.
Chúng sống trong rừng cây cao trên núi đá vôi và núi đất, rừng thường xanh, rừng thưa. Trú ẩn trong các hang hốc dưới mỏm đá, hoặc náu mình trong các lùm cây rậm rạp. Khỉ mốc hoạt động vào ban ngày, ban ngày chúng xuống đất kiếm ăn, ban đêm chúng trèo lên cành cây hoặc các hốc trên vách đá để ngủ. Chúng có cuộc sống leo trèo và có nhiều lúc đi trên mặt đất. Chúng thường ngủ trên cây và trên núi đá. Môi trường sống của chúng là những rừng cây cao trên núi đá, rừng ẩm thường xanh, rừng thưa, rừng tre nứa, So với các loài khỉ vàng khỉ mốc hoạt động ít náo nhiệt hơn. Đôi khi chúng cũng khá hung dữ, có ghi nhận trường hợp một người trong lúc cho khỉ mốc ăn tại Vườn quốc gia Pù Mát bất ngờ bị loài động vật này chụp lấy tay rồi cấu và cắn làm rách, đứt động mạch, gây tổn thương ở cánh tay và một số nơi trên cơ thể, cá thể khỉ này có trọng lượng 22 kg.
Thức ăn của khỉ mốc là trái cây, lá, ngũ cốc và một số động vật không xương sống. Khỉ mốc ăn thực vật, ngoài các loại quả có vị chua chát, nó còn thích ăn cả măng của tre, nứa, vầu, lá...thỉnh thoảng ăn côn trùng cánh cứng hoặc ấu trùng, đôi khi chúng còn ăn cả côn trùng và thằn lằn. Khỉ mốc sinh sản quanh năm, mỗi năm đẻ một lứa, mỗi lứa đẻ một con khỉ con có màu lông giống khỉ mẹ. Thường gặp khỉ con vào tháng 4, 5, 7, 8, 10. Trọng lượng sơ sinh từ 300-500g. Khỉ mốc cùng với khỉ cộc là hai phân loài có tuổi thọ ngắn nhất với 12 năm tuổi.

## Thực trạng
Ở Việt Nam có các loài khỉ đuôi dài, khỉ đuôi lợn, khỉ vàng, khỉ mặt đỏ, khỉ mốc, cả năm loài khỉ gồm khỉ mặt đỏ, khỉ đuôi dài, khỉ đuôi lợn, khỉ mốc và khỉ vàng đều thuộc Nhóm IIB – Nhóm động vật rừng nguy cấp, quý, hiếm bị hạn chế khai thác, sử dụng vì mục đích thương mại theo quy định tại Nghị định số 32/2006/NĐ-CP ngày 30 tháng 3 năm 2006 của Chính phủ về quản lý thực vật rừng, động vật rừng nguy cấp, quý hiếm. Tất cả các loài này cũng đồng thời thuộc Phụ lục II CITES – Hạn chế khai thác, buôn bán quốc tế vì mục đích thương mại. Chúng là đối tượng nghiên cứu khoa học. Mặt khác nếu bảo vệ tốt chúng sẽ trở thành nguồn động vật dùng để nghiên cứu, thử nghiệm vaccine phục vụ cuộc sống con người.
Khỉ mốc là loài khỉ sống ngoài thiên nhiên có số lượng thứ hai sau khỉ vàng tại Việt Nam. Trong những năm 60, 70 về trước hàng năm có 10 vạn con bị săn bắn. Nạn săn bắn quá mức, phá rừng bừa bãi nên số lượng khỉ mốc đã giảm rất nhiều. Đây là nhóm động vật đã được xếp vào Sách đỏ Việt Nam thuộc loài cấm săn bắn, bẫy bắt, cần có các biện pháp bảo vệ, mức độ đe dọa bậc V. Trước năm 1975, loài này còn gặp rất phổ biến ở các khu rừng thuộc các tỉnh phía Tây Bắc trên diện tích ước tính khoảng >5.000km2. Từ năm 1975 trở lại, tình trạng của loài thay đổi rõ rệt. Số lượng quần thể giảm mạnh. Số lượng tiểu quần thể hiện nay khoảng >15. Nguyên nhân biến đổi do nơi cư trú bị xâm hại, rừng bị chặt phá, diện tích rừng tự nhiên bị thu hẹp và đây là đối tượng săn bắt để lấy thịt, nấu cao, buôn bán và xuất khẩu. 

## Cứu hộ
Cán bộ Trung tâm Bảo tồn công viên, hang động ở Vịnh Hạ Long từng có sáng kiến hỗ trợ thức ăn cho đàn khỉ mốc ở hang Luồn. Tại khu vực Hang Luồn hiện có khoảng 40-50 con khỉ sinh sống trên đảo đá. Vào mùa đông, nguồn thức ăn cho khỉ khan hiếm, mọi người đã thường xuyên mua rau, củ, quả cho các con khỉ và đàn khỉ đã đón nhận sự quan tâm của con người. Ngoài Hang Luồn, hiện trên một số đảo của Vịnh Hạ Long có khỉ sinh sống như khu vực đảo quanh làng chài Cửa Vạn, hang Đầu Gỗ-Sửng Sốt. Tuy nhiên, cho tới nay chưa có thống kê cụ thể nào về số lượng, phạm vi cư trú của loài khỉ này trên Vịnh Hạ Long.
Có ghi nhận việc trung tâm Cứu hộ bảo tồn và Phát triển sinh vật Hoàng Liên tiếp nhận 01 cá thể khỉ mốc đực có trọng lượng khoảng 11 kg từ người dân hiến tặng, hai cá thể này mua lại của người dân địa phương bẫy được trong rừng và đang trong tình trạng bị thương. Các gia đình đã chăm sóc, chữa trị vết thương, tuy nhiên đến nay cá thể khỉ này có sức khỏe không tốt, hai gia đình đã tự nguyện hiến tặng. Sau khi nhận được nguồn tin có một con khỉ mốc xuất hiện tại nhà dân, Hạt Kiểm lâm Quảng Trạch đã tiến hành kiểm tra và tiếp nhận một cá thể khỉ mốc. Khỉ mốc được lưu giữ tại nhà dân trước khi chuyển giao cho Trung tâm cứu hộ động vật hoang dã, một người, trên đường đi làm về ông nhặt được con khỉ nói trên ở ven Quốc lộ 1 trong tình trạng bị thương nặng, đã đưa về nhà chăm sóc, nuôi dưỡng, đến nay đã khỏe mạnh.
Trung tâm Cứu hộ, bảo tồn và Phát triển sinh vật Phong Nha-Kẻ Bàng từng thả về môi trường tự nhiên 9 cá thể động vật hoang dã quý hiếm trong đó có 2 cá thể khỉ mốc . Chi cục Kiểm lâm thành phố Đà Nẵng cũng đã thả một cá thể khỉ mốc về môi trường tự nhiên.Cá thể khỉ mốc đã được thả về môi trường tự nhiên. Cá thể khỉ mốc đã được thả về môi trường tự nhiên, cá thể này do người dân tự nguyện giao nộp cho cơ quan chức năng xử lý và đã thả về môi trường tự nhiên tại Tiểu khu 62 Khu Bảo tồn thiên nhiên Sơn Trà. Cứu hộ nhiều khỉ quý hiếm 6 cá thể động vật quý hiếm đang được vận chuyển đi tiêu thụ thì bị cơ quan chức năng phát hiện, tịch thu và bàn giao để cứu hộ trước khi trả về môi trường tự nhiên tại Vườn quốc gia trong đó có hai khỉ mốc được bàn giao trong tình trạng sức khỏe yếu, một số bị thương ở chân, xây xát ngoài da sau khi cứu hộ và chăm sóc một thời gian, đạt sức khỏe tốt, các cá thể này được thả về môi trường tự nhiên tại Vườn quốc gia Phong Nha.

## Trong văn hóa
Cụm từ khỉ gió, khỉ khô, khỉ mốc được hiểu là những câu rủa, câu mắng dành cho những kẻ muốn chửi. Trong tâm thức của người Việt xưa khỉ nhanh chóng trở thành phương tiện thể hiện mục đích phát ngôn trong giao tiếp đời thường. Người ta thường lấy cả dòng họ khỉ ra để làm phương tiện mắng mỏ. Bởi lẽ, khọt (trong khỉ khọt), khọn (khỉ khọn), gió (khỉ gió), dộc (khỉ dộc), mốc (khỉ mốc) đều là giống loài khỉ. Trong dân gian, con khỉ gió cũng là tên gọi khác của con cu li hoặc tên gọi con khỉ mốc là loài khỉ thuộc bộ khỉ hầu.
Khi cần phủ định, bác bỏ một điều gì, người dùng "khỉ cùi", "khỉ khô", "khỉ họ", "khỉ dộc" hay "khỉ mốc", Khỉ mốc, tui dư sức làm. Chẳng hạn như "Cái khỉ mốc", "Cái khỉ khô", "Cái khỉ", "Cái của khỉ", đều có thể dùng để phủ định. Khi ai đó bảo rằng "Có cái khỉ mốc" thì không có nghĩa là có... con khỉ mốc, mà ai cũng hiểu nghĩa rằng không có cái gì cả. Nhà văn Phi Vân của Nam bộ có truyện "Trao thân con khỉ mốc", chữ mốc chỉ cấp độ "mốc" cao hơn còn có mốc xì, mốc khô, mốc thếch, mốc meo, mốc xanh ra, mốc hoa cau. Đoạn văn trên, "mốc" có nghĩa phủ định, không có hoặc chẳng có giá trị gì.